# 黃文靖
黄文靖（9世纪？—911年），唐朝末年至五代十国后梁将领，金乡人。
黄文靖年轻时加入黄巢军，黄巢失败后，归附朱温，担任牙职，升任为诸军指挥使。跟随朱温平定秦宗权，北定兖州朱瑾、郓州朱瑄，有功。大顺年间，辅佐葛从周送朱崇节入潞州。晋军十余万近逼城寨，黄文靖以为孤军难守，与葛从周开城出师，黄文靖殿后，刀箭向外，谨慎而还，晋军不敢逼。当年冬天，黄文靖与康怀英渡淮河，入寿州，攻下安丰、霍丘，至光州而还。光化初年，晋将李嗣昭、周德威攻打山东，黄文靖辅佐葛从周统大军抵御。至沙河，击败晋军五千余骑，追到张公桥。几天后，再与晋军于邢州之北交战，擒获蕃将贲金铁、慕容藤、李存建等百余人，夺马数千匹。以功表授检校左仆射、耀州刺史。天祐二年（905年）春，与杨师厚率军深入淮南，越寿州，侵庐州，军至大独山，杀淮南军五千余众而还。改任蔡州刺史，加检校司空，又迁颍州刺史。朱温建立后梁，再为蔡州刺史，入朝为左神武统军，又改任左龙骧使。乾化元年（911年），跟随朱温北征，因阅马获罪，被斩。黄文靖骁勇善战，诸将为他惋惜。。